# Sylvester Ritter
Sylvester Ritter (* 13. Dezember 1952 in Wadesboro, North Carolina; † 1. Juni 1998 in Forest, Mississippi) war ein US-amerikanischer Wrestler und American-Football-Spieler, der vor allem unter seinem Ringnamen Junkyard Dog (dt. Schrottplatzhund) bekannt wurde. Er ist seit 2004 Mitglied der WWE Hall of Fame. 1998 kam er bei einem Autounfall ums Leben.

## Anfänge
Ritter begann seine sportliche Karriere im American Football und spielte zunächst an der Fayetteville State University. Sein Studium schloss er in Politikwissenschaften ab, bevor er von den Green Bay Packers in die National Football League geholt wurde. Knie- sowie Rückenprobleme beendeten jedoch seine Football-Karriere frühzeitig.

## Wrestlingkarriere
Ritter wurde schließlich von Sonny King zum Wrestler ausgebildet und debütierte 1977 für Jerry Jarrett in Tennessee. In der Folgezeit trat er in verschiedenen Territorien als Leroy Rochester und als Big Daddy Ritter an, darunter auch für Stampede Wrestling in Calgary. Dort gewann er zweimal den North American Heavyweight Titel und bestritt 1979 das erste offizielle Leiter-Match des Wrestling gegen Jake Roberts.
In den frühen 1980er Jahren trat er schließlich für die Universal Wrestling Federation an, die von Cowboy Bill Watts geleitet wurde. Hier bekam er zum ersten Mal das Gimmick des Junkyard Dog. Er trug ein Halsband, mit einer schwer aussehenden Stahlkette daran und brachte einen Wagen mit allerhand Schrott mit zum Ring, der natürlich auch als Waffe eingesetzt werden konnte. Zunächst jedoch musste er sich in dieser Region als Jobber verdingen, bevor sein Name Zuschauer zog. Als er schließlich den Status eines Top-Faces erreichte, bekam er zahlreiche Fehdenstorylines geschrieben, darunter gegen The Fabulous Freebirds, Ted DiBiase und King Kong Bundy. Noch während eines laufenden Programms gegen Butch Reed ging Ritter 1984 zur WWF.
In der WWF war Ritter ebenfalls sehr populär und wurde dafür bekannt viel mit den Zuschauern zu interagieren. Er fehdete hier unter anderem gegen Wrestlinglegende Harley Race, die Funk Brüder, sowie Greg Valentine, dem er bei der ersten Wrestlemania in einem Intercontinental Titel Kampf gegenüberstand. 1988 verließ er die Organisation wieder.
Nach Auftritten in kleineren Ligen, war er 1990 für eine kurze Zeit in der WCW (damals noch innerhalb der NWA), wo er den Six-Men Tag Team Titel mit Ricky Morton und Tommy Rich erhielt und mit Ric Flair um den NWA World Heavyweight Titel fehden durfte.
Bis 1998 trat Ritter weiterhin auf unabhängiger Ebene an und machte kurz vor seinem Tod einen Gastauftritt bei Wrestlepalooza 1998, ein Event der ECW.

## Tod
Am 1. Juni 1998 hatte Ritter einen tödlichen Autounfall. Er befand sich auf der Rückfahrt vom High-School-Abschluss seiner Tochter Latoya, als er am Steuer einschlief.
Am 31. März 2004 nahm seine Tochter die WWE Hall of Fame Ehrung für ihren Vater entgegen.
Latoya Akysha Ritter selbst starb 31-jährig am 19. Oktober 2011 während eines Telefonats mit einem Freund; die Todesursache wurde nicht bekanntgegeben.

## Erfolge
- Universal Wrestling Federation

- Mid-South Louisiana Championship (3-mal)
- Mid-South North American Championship (4-mal)
- UWF Tag Team Championship 8-mal – mit Buck Robley (1), Terry Orndorff (1), Killer Karl Kox (1), Dick Murdoch (3), Mike George (1) und Jerry Stubbs (1)

- NWA Mid-America

- NWA Mid-America Tag Team Championship (1-mal) – mit Gypsy Joe

- Stampede Wrestling

- Stampede North American Heavyweight Championship (2-mal)

- United States Wrestling Association

- USWA Unified World Heavyweight Championship (1-mal)

- World Championship Wrestling

- WCW World Six-Man Tag Team Championship (1-mal) – mit Ricky Morton & Tommy Rich

- World Wrestling Entertainment

- Gewinner von The Wrestling Classic (1985)
- WWE Hall of Fame 2004